# Manoir de Toutfresville
Le manoir de Toutfresville est une demeure, probablement de la fin du XVIe siècle ou du début du XVIIe, qui se dresse, dans le Cotentin, sur le territoire de l'ancienne commune française de Vasteville, dans le département de la Manche, en région Normandie. L'édifice est partiellement inscrit au titre des monuments historiques.

## Localisation
Le manoir est situé 2 kilomètres à l'ouest de l'église Notre-Dame de Vasteville, au sein de la commune nouvelle de La Hague, dans le département français de la Manche.

## Historique
En 1521, le seigneur de Vasteville était Jacques Rosette. L'un de ses descendants, Charles-Olivier Rosette de Brucourt, lieutenant aux Gardes françaises, a écrit un Traité de l'éducation de la jeune noblesse et fondé la bibliothèque de Coutances. La famille Symon a repris par la suite cette seigneurie qui est ensuite passée aux mains de la famille Mesnil-Eury.

## Description
On accède au manoir de Toutfresville, qui semble dater de la fin du XVIe début XVIIe siècle, et aurait fait partie jadis du bailliage de Jersey, par une double porte charretière et piétonne. Sur sa face arrière, une tour ronde est encastrée.
On peut voir les communs, dont une charretterie comportant six arches en plein cintre surmontées de lucarnes, ainsi que la chapelle Sainte-Madelaine, aujourd'hui désaffectée, édifiée en 1570. Elle conserve une cloche, fondue en 1673, qui porte le nom de la famille Mesnil-Eury dont les armoiries étaient : « de sable fretté de six pièces d'argent ». Selon la légende, une jeune femme nommée Madeleine aurait été retrouvée morte après le naufrage d'un navire. La chapelle à son nom a été érigée là où elle repose. Un colombier qui faisait office de tour de défense complète l'ensemble.

## Protection
Les façades et les toitures du manoir, à l'exception du bâtiment récemment reconstruit, ainsi que celles des dépendances, sont inscrites au titre des monuments historiques par arrêté du 11 juin 1980.